# Christophe Declerck
Christophe Declerck (n. 12 de noviembre de 1968 en Dunquerque, Francia) es un piloto francés de cuatriciclos. Destaca por lograr el 4º puesto final en la general del Rally Dakar de 2010 y 2011 y ganar dos etapas de forma consecutiva en 2015 y 8 en total.

## Carrera
Su pasión por los quads comenzó en 2003, cuando corrió ya y ganó el Rally de Túnez. En 2004 se vería obligado al abandono en la misma prueba, debido a problemas mecánicos con su cuatri, aunque en 2005 volvería a conquistar el raid tunecino. 
2006 se convierte en una de los mejores años para él como profesional, ya que se adjudica de nuevo los Rally de Túnez y Rally de Marruecos, para ganar el Campeonato Mundial de Rally Cross-Country de la FIM. En 2007 vuelve a conquistar el Rally de Marruecos y en 2008 gana una etapa del Rally de Europa Central (sustituto del Dakar), además de ser 2º en la general final. 
En 2009 con la inclusión del Dakar en Sudamérica y de la categoría de quad, Declerck se prepara para su primer reto. En su primer año, se ve obligado al abandono, aunque eso no le impide llevarse dos victorias de etapa. En 2010 se lleva nada más y nada menos que tres etapas, además de quedarse 4º en la general final. En 2011 se queda a tan solo 52 segundos del podio, pero gana una etapa. En 2012 tiene que abandonar tras un problema mecánico.
Tras dos años sin participar, Christophe regresa para el Rally Dakar de 2015, donde no ha perdido nada de su técnica de conducción, ya que se llevó dos etapas de manera consecutiva, la antepenúltima, y la penúltima, y llegó a un 5º puesto en la general final.

## Resultados

### Rally Dakar
| Año     | Categoría | Vehículo          | Posición | Notas                             |
| ------- | --------- | ----------------- | -------- | --------------------------------- |
| 2009    | Quads     | Polaris Outlaw    | Ret.     | Vencedor de dos etapas.           |
| 2010    | Quads     | Polaris Outlaw    | 4.º      | Vencedor de tres etapas.          |
| 2011    | Quads     | Polaris Outlaw    | 4.º      | Vencedor de una etapa.            |
| 2012    | Quads     | Polaris Outlaw    | Ret.     | Abandono por problemas mecánicos. |
| 2015    | Quads     | Yamaha Raptor 700 | 5.º      | Vencedor de dos etapas.           |
| Fuente: |           |                   |          |                                   |